# Hackgate
A HackGATE az iparág legelső olyan platformja, amely kifejezetten penetrációs tesztek monitorozására lett kifejlesztve. Forradalmasítja azokat a módszereket, ahogyan a szervezetek eddig kezelték a penetrációs tesztelési projektjeiket, garantálva a teljeskörű kontrollt a projektek felett, ezáltal egy erősebb kiberbiztonsági védelmet is. Az etikus hackelési megoldásokat szolgáltató Hackrate első terméke.

## Korszerű technológia a biztonsági tesztelés forradalmásítására
Több ezer IT biztonsági szakember szerte a világon küzd azzal, hogy hatékonyan felügyelje az etikus hekkerkedési projekteket, és meghatározza, hogy a biztonsági teszteléseik eredményei azért jók, mert rendszereik támadhatatlanok, vagy egyszerűen csak azért, mert a vizsgálat nem volt kellőképpen átfogó.
Ezt a problémát oldja meg a Hackrate a HackGATE bevezetésével. A HackGATE új szintre emeli az etikus hackelési projekteket a transzparencia és hatékonyság jegyében. Egyedülálló képességeinek köszönhetően a szervezetek kihasználhatják a jobb átláthatóság, a korszerűbb projektanalízis és az etikus hackelési tevékenységek aktív monitorozásának előnyeit.
Az innovatív technológiát egy vezető biztonsági információ- és eseménykezelő rendszerrel (SIEM) integrálták, amely lehetővé teszi az támadástípusok azonosítását, a biztonsági adatok rögzítését és összefoglalók készítését, hogy bármely szervezet elvárásainak megfeleljen. 

## Biztonságos és felhasználóbarát megoldás a hatékonyabb folyamatokért
Az HackGATE legfontosabb erőssége az átláthatóság és a projektminőség javítása. A platform folyamatosan figyeli az etikus hackerek tevékenységeit, lehetővé téve a szervezetek számára, hogy ellenőrzésük alatt tartsák az IT rendszereikhez való hozzáférést, és nyomon követhessék a hackerek tevékenységét. A webes szerverekhez való hozzáférés IP-címekre van korlátozva, így csak engedélyezett etikus hackerek tesztelhetik a rendszereket, ezáltal minimalizálja a jogosulatlan hozzáférés kockázatát, és javítja a projekt általános minőségét. Emellett az etikus hackerek csak erős azonosítási módszereket betartva férhetnek hozzá az IT rendszerhez, és projekt alatti összes tevékenységük dokumentálva van. Ez a hackerek és valós életbeli támadások közti egyértelmű elkülönítés lehetővé teszi a jogosulatlan behatolók hatékony elkülönítését és kezelését.
A platform a a tesztelési projekt végén még egy kattintható PDF formátumú összefoglalót is generál, amely lehetővé teszi az etikus hackelési projekt teljes folyamatának nyomon követését biztonsági szakemberek számára.

## A Hackrate-ről
A Hackrate korszerű etikus hackelési megoldásokat kínál, amelyek az átláthatóságra, a felelősségre és a legújabb technológiákra helyezik a hangsúlyt. Céljuk, hogy a velük dolgozó szervezetek sikeresen vegyék fel a harcot a digitális környezetben folyamatosan növekvő kiberbiztonsági kihívásokkal.